# Lactime
Les lactimes sont un groupe de composés organiques, les formes tautomères des lactames. Ce sont des composés hétérocycliques contenant un groupe -N=C(R)-OH, c'est-à-dire des acides carboximidiques cycliques.
Ci-dessous est par exemple décrit l'exemple de l'équilibre tautomérique entre le γ-butyrolactame et le γ-butyrolactime :